# Franz Ludwig von Erthal

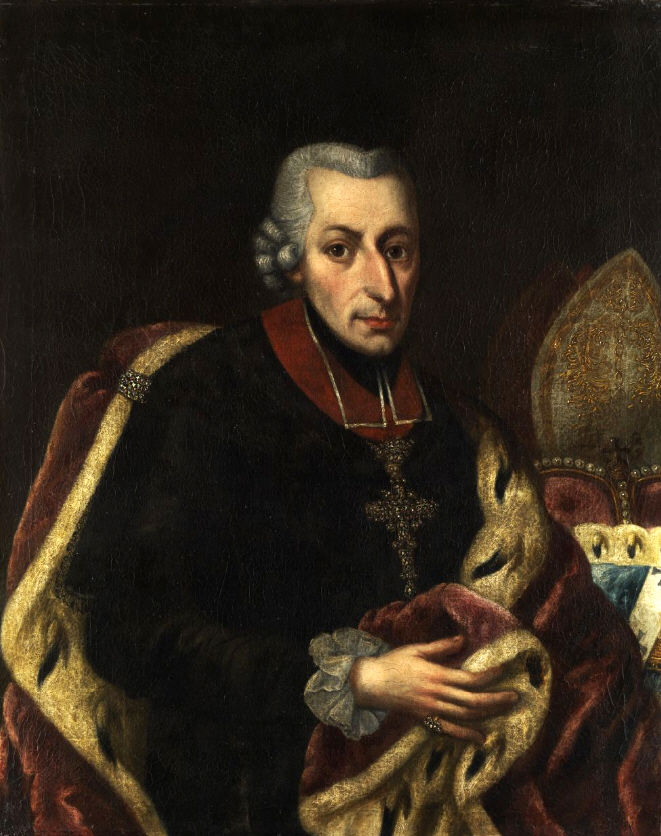
Franz Ludwig von Erthal.

Franz Ludwig Karl Philipp Anton von und zu Erthal-Elfershausen, född den 16 september 1730 i Lohr, död den 14 februari 1795 i Würzburg, var en tysk riksfriherre, furstbiskop av Würzburg och Bamberg. Han var son till Philipp Christoph von Erthal och bror till Friedrich Karl Joseph von Erthal.
von Erthal blev 1763 president i stiftet Würzburgs världsliga regering och valdes 1779 till furstbiskop av Würzburg och Bamberg. Som sådan 
utövade han i sina stift en synnerligen upplyst och resultatrik reformverksamhet.